# Sporophila ophthalmica
El semillero pechinegro (Sporophila ophthalmica) es una especie —o el grupo de subespecies Sporophila corvina ophthalmica, dependiendo de la clasificación considerada— de ave paseriforme de la familia Thraupidae perteneciente al numeroso género Sporophila. Es nativo del este de América Central y noroeste de  América del Sur.

## Distribución y hábitat
Se distribuye por la vertiente del Pacífico desde Costa Rica, y también por la vertiente caribeña desde el oeste de Panamá, hacia el sur la vertiente pacífica del oeste de Colombia, oeste de Ecuador, hasta el extremo noroeste de Perú (Piura).
Esta especie es ampliamente diseminada y común en áreas arbustivas y pastizales, regiones cultivadas y asentamientos humanos, principalmente por debajo de los 1300 m de altitud.

## Sistemática

### Descripción original
La especie S. ophthalmica fue descrita por primera vez por el zoólogo británico Philip Lutley Sclater en 1860 bajo el nombre científico Spermophila ophthalmica; su localidad tipo es: «Babahoyo, Los Ríos, Ecuador».

### Etimología
El nombre genérico femenino Sporophila es una combinación de las palabras del griego «sporos»: semilla, y  «philos»: amante; y el nombre de la especie «ophthalmica» proviene del latín  «ophthalmicus» que significa ‘de los ojos’.

### Taxonomía
La presente especie (incluyendo las subespecies hoffmanni y hicksii) es tradicionalmente tratado como un grupo politípico de subespecies del semillero variable Sporophila corvina, sin embargo, las clasificaciones Aves del Mundo (HBW) y Birdlife International (BLI) consideran al este grupo de subespecies sureñas como una especie separada con base en notorias diferencias de plumaje y de vocalización. Esto no ha sido todavía adoptado por otras clasificaciones.
La subespecie descrita anchicayae (descrita desde el río Anchicayá, en Valle, Colombia) es un híbrido entre hicksii y la subespecie Sporophila intermedia bogotensis, la subespecie chocoana (de Nuquí, en Chocó, Colombia) es considerada inseparable de hicksii.

### Subespecies
Según la clasificación Clements Checklist/eBird v.2019 se reconocen tres subespecies en el grupo politípico ophthalmicus, con su correspondiente distribución geográfica:
- Sporophila ophthalmica hoffmanni Cabanis, 1861 – pendiente del Pacífico de Costa Rica y del oeste de Panamá (Chiriquí).
- Sporophila ophthalmica hicksii (Lawrence), 1865 – pendiente del Pacífico de Panamá desde el centro de Veraguas al este hasta Darién, pendiente caribeña del este de Panamá, y pendiente del Pacífico de Colombia hacia el sur hasta Valle.
- Sporophila ophthalmica ophthalmica (P.L.Sclater), 1860 – pendiente del Pacífico del suroeste de Colombia a través del oeste de Ecuador hasta el noroeste de Perú (al sur hasta La Libertad).